# Cometa Edizioni Musicali
La Cometa Edizioni Musicali (o semplicemente Cometa o CEM), nasce nel 1976, con il nome originario di Casa Editrice Musicale, come società di produzione di edizioni musicali cinematografiche e brani per la sonorizzazione di documentari, lungometraggi e serie televisive.
Hanno lavorato con la Cometa grandi compositori come Ennio Morricone, Nino Rota, Roman Vlad, i fratelli Guido e Maurizio De Angelis ed Egisto Macchi.

## Discografia
La Cometa ha pubblicato dischi di molti compositori italiani di colonne sonore e di sonorizzazione.
- 1972 - Ennio Morricone - Mysticae (CMT 1)
- Silvano Chimenti e Enrico Pieranunzi - I Pulsar n. 1 (colonna sonora del film Milano violenta) (CMT 2)
- 1971 - Ennio Morricone, Opposte esperienze, (CMT 3)
- Gabriele Ducros, Enrico Pieranunzi, Silvano Chimenti, Alessandro Alessandroni - Freedom Power (CMT 4)
- 1977 - Giorgio Carnini, Trait d'union (CMT 5)
- 1976 - Alessandro Alessandroni, Inchiesta (CMT 6)
- 1977 - Ennio Morricone, Autostop Rosso Sangue (CMT 1001-7)
- Mirot (Gabriele Ducros?), Stepchild, Lash, Daydream (CMT 8)
- 1977 - Ennio Morricone, Come un girotondo (CMT 1002-9)
- 1978 - Riccardo Luciani, Eventi (CMT 10)
- Ennio Morricone, E per tetto un cielo di stelle (CMT 1003-11)
- 1980 - Ennio Morricone, La fidanzata del bersagliere (CMT 1004-12)
- 1977 - Franco Micalizzi, Violence!, colonna sonora del film Il cinico, l'infame, il violento (CMT 1005-13)
- Luigi Zito, Il teatro di Carmelo Bene (CMT 14)
- Ennio Morricone, Tre nel 1000 (CMT 1006-16)
- 1978 - Egisto Macchi, Parliamo di... n. 1 (CMT 18)
- 1978 - Guido e Maurizio De Angelis, La montagna del dio cannibale / Messalina Messalina (CMT 1007-19)
- Guido e Maurizio De Angelis, Mannaja / 40 gradi all'ombra del lenzuolo (CMT 1008-20)
- 1979 - Luciano Michelini, L'isola degli uomini pesce (CMT 1009-21)
- 1980 - Egisto Macchi, Parliamo di... n. 2 (CMT 22)
- 1979 - Piero Umiliani, 10 bianchi uccisi da un piccolo indiano (CMT 1010-23)
- 1979 -  Egisto Macchi, Bandidos (CMT 1011-24)
- 1979 - Ennio Morricone, Violenza Quinto Potere (CMT 1012-26)
- Ennio Morricone, Buone notizie (CMT 1013-27)
- Ennio Morricone, Si salvi chi vuole (CMT 1014-28)
- Ennio Morricone, Matchless (CMT 1015-29)
- 1978 - Sergio Montori e Gian Paolo Chiti, Africa nera Africa rossa (CMT 1016-30)
- Nino Rota, Fortunella (CMT 1017-31)
- Angelo Francesco Lavagnino, Jovanka e le altre (CMT 1018-34)
- 1981 - Egisto Macchi, Preludi e non (CMT 32)
- 1983 - Sergio Montori, Momenti Barocchi (CMT 34)
- 1983 - Egisto Macchi, Dolce Russia (CMT 35)